# Désiré Dondeyne
Désiré Louis Corneille Dondeyne (Laon (Aisne), 20 juli 1921 – 12 februari 2015) was een Franse componist en dirigent.

## Levensloop
Zijn studies deed hij aan het Nationale Conservatorium te Rijsel en aan het Conservatoire national supérieur de musique in Parijs in de vakken klarinet, kamermuziek, harmonieleer, fuga, contrapunt en compositie, onder meer bij Tony Aubin.
Van 1939 tot 1953 was hij soloklarinettist bij de Musique de l'air. De Musique des Gardiens de la Paix in Parijs koos hem tot chef-dirigent in 1954. Met dit orkest verzorgde hij de premières van authentieke en toonaangevende werken voor harmonieorkest van Hector Berlioz, Darius Milhaud, Kurt Weill, Marcel François Paul Landowski (1915-1999), Jacques Castérède, Jacques Ibert, Louis Durey (1888-1979), Florent Schmitt, Gabriel Fauré, Charles Koechlin, Germaine Tailleferre en speelde hij deze werken op platen en cd’s in. Verder voerde hij opnieuw een groot aantal vergeten werken uit.
Hij was adviseur van het Franse ministerie van cultuur. Aan het Conservatoire national supérieur de musique te Parijs was hij jurylid voor compositie en voor houtblazers. Ook heeft hij veel voor harmonieorkesten geschreven.
Hij overleed in 2015 op 93-jarige leeftijd.

## Composities

### Werken voor orkest
- 1959 · Symphonie des Souvenirs - symfonie nr. 1
- 1992 · Symphonie nr. 5 - Sur le nom de Germaine Tailleferre
- 1999 · Concerto lyrique, voor saxofoons en kamerorkest
- 2005 · Elégie - Hommage à Comtesse de Paris, voor orkest

### Werken voor harmonie- en fanfareorkesten
- 1958 · Fantaisie Polka
- 1958 · Jacquerie (Donné à Marc)
- 1958 · Le petit quinquin
- 1959 · Au près de ma blonde
- 1963 · Marche de Mr le Maire
- 1962 · Ouverture pour un festival
- 1964 · Symphonia sacra - (3e symfonie)
  1. Entree et Aspersion (Intrede en besprenkeling)
  2. Litanies (Litanieën)
  3. La Verité Salutaire (De Zaligmakende waarheid)
- 1965 · Ouverture circonstancielle
- 1966 · Fugue
- 1967 · Ballade pour une fête populaire
- 1968 · Deux Danses
- 1969 · "Litanies pour le samedi saint" et "Prière Litanie du samedi saint" uit de 3e symfonie "Symphonia sacra", voor harmonieorkest
- 1969 · Les batteries de l'Empire
- 1970 · Symphonie Concertante, concert voor saxofoon en harmonieorkest
- 1971 · In memoriam Igor Stravinski
- 1971 · Toccarina
- 1972 · Variations, voor acht saxofoons en harmonieorkest
- 1976 · Fanfanéra, voor fanfareorkest
- 1978 · Divertimento, voor tuba en harmonieorkest
- 1978 · Marche du fête
- 1978 · Nuances, voor harmonieorkest
- 1979 · Jubile et Marche
- 1979 · Ouverture Ballet
- 1980 · Suite Parodique
- 1982 · Petite symphonie landaise
- 1985 · Suite Concertante, voor koperkwintet en harmonieorkest
- 1985 · Trois pièces caractéristiques
  1. Catalane
  2. Sérénade
  3. Valse
- 1986 · Cinq interludes en forme de danses
- 1986 · Symphonie des clarinettes - 2e Symfonie
- 1987 · Légende + Matériel
- 1989 · Marche pour un anniversaire
- 1990 · Coup de vents
- 1991 · Variations
- 1992 · Coup de vents
- 1995 · Caractère
- 1995 · Classic-Suite
- 1995 · Alla-Fugua
- 1996 · Cinq variations, voor saxofoon, piano en klein harmonieorkest
- 1996 · Millésimo
- 1997 · Suite de danses
- 1999 · Symphonie nr. 4, voor harmonieorkest
- 1999 · Voyages en Europe, voor gemengd koor en harmonieorkest
- 2000 · Pour un siècle nouveau
- 2001 · La couronne enchantée
- 2002 · Concerto, voor trompet en harmonieorkest
- 2003 · Sevillana
- 2003 · Symphonie des saisons
- 2004 · Partita, voor fagot en harmonieorkest
- 2004-2005 · Toccarina
- 2005 · Suite pittoresque
  1. Ouverture : Allegro moderato
  2. Nocturne : Adagio
  3. Scherzo : Vivace en 1 temps
  4. Parade en fa Majeur
- 3 Esquisses de Fanfare
- Concerto Grosso
- Fantasie sentimentale
- Jeux interdits
- La Grenadière
- Le Champ d'Honneur
- Lutèce Marche
- Marche de concert
- Marche Promenade
- Menuet
- Musique
- Ouverture fédérale
- Prelude inaltere
- Rhapsodie
- Serenade
- Variations sur la berceuse "Le Petit Quinquin"
- Variations sur Thème Montagnard, voor altsaxofoon en harmonieorkest

### Missen en Cantates
- 2004 · Messe pour le temps pascal, voor gemengd koor en harmonieorkest
- Cantate de la vérité, voor twee vrouwenstemmen en strijkers

### Werken voor koor
- 1944 · Chant du Libéré, patriottisch lied voor gemengd koor
- 1955 · Le repos de la Sainte Famille, voor gemengd koor - tekst: Albert Samain

### Kamermuziek
- 1949 · Suite, voor trombonekwartet
- 1950 · Suite D'airs Populaires voor hobo, klarinet en fagot
- 1955 · Molto-Expressionne, voor saxofoonkwartet
- 1955 · Préludes Rythmiques, voor 4 trombones
- 1955 · Suite, voor saxofoonkwartet
- 1957 · Concertino, voor klarinet en piano
- 1958 · Cantabile et Caprice, voor 4 trombones
- 1965 · Chanson Espagnole voor hobo en piano
- 1966 · Anciennes Marches Françaises, voor koperkwintet
- 1967 · Sonatine in C voor tuba en piano
- 1976 · Pour se divertir, voor drie fagotten
- 1976 · Pour se distraire, voor vier fagotten
- 1978 · Petite musique de cuivre, 14 stukken in oude stijl voor koperkwintet
- 1979 · Choral et variations sur le nom de Tony Aubin, voor klarinetkwartet
- 1979 · Neuf Grands Duos Concertants, voor twee klarinetten
  1. Ouverture pour un concert
  2. 3 pièces breves
  3. Double fugue
  4. Pastorale
  5. Ambiances
  6. Style fugue
  7. Prelude
  8. Variations sur un theme populaire
  9. Legendes
- 1979 · Suite en Folklore, voor twee trompetten en twee trombones
- 1981 · Musique pour cuivres, voor koperkwintet
- 1985 · Intrada, voor koperkwintet
- 1985 · Sonatina voor klarinet en piano
- 1986 · Chorale et Fugue, voor koperkwintet
- 1986 · Ritournelle voor klarinet en piano
- 1987 · Le village sous la mer, voor klarinet en piano
- 1988 · Contrepoint, voor klarinet en piano
- 1989 · Voyages imaginaires, voor kwartet en piano
- 1990 · Suite Tocellane, voor klarinet en piano
- 1994 · Kwintet, voor basklarinet en strijkkwartet
- 1994 · Uranus voor trombone en piano
- 1994 · Vega voor trombone en piano
- 1995 · Vesta voor klarinet en piano
- 1995 · Concerto-Grosso, voor eufonium en slagwerk
- 1995 · Vathériana
- 2000 · Symphonie de Fanfares - "Les cathédrales" (Chartres), voor fanfareorkest
- 5 Pièces Courtes voor tuba
- Choral voor zes klarinetten
- Jupiter voor trompet en piano
- Pallas voor hoorn en piano
- Petite Suite Pastorale, voor klarinetkwintet[1]
- Terre voor trombone en piano
- Tubissimo voor tuba en piano

### Werken voor harp
- 2004 · Quintette, voor harp en strijkkwartet
- 2005 · Tryptique

### Werken voor accordeon
- 1961 · Petite suite pastorale, voor accordeonorkest
- 1967 · Partita, voor accordeon
- 1968 · Ouverture de Fête, voor accordeonorkest
- 1973 · Suite Brève, voor accordeon
- 1974 Ouverture '74, voor accordeonorkest
- 1993 · Odastria, voor drie accordeons en harmonierorkest
- Suite primaire, voor accordeonorkest

### Werken voor slagwerk
- 1977 · Parodie burlesque

## Publicaties
- 1969 · Nouveau traité d'orchestration à l'usage des orchestre d'harmonie, fanfare et musique militair

## Media
1. ↑  Petite Suite Pastorale door Mariinsky Clarinet Club

- Bibsys: 5050260
- Biblioteca Nacional de España: XX1055182
- Bibliothèque nationale de France: cb138933591 (data)
- CiNii: DA0725527X
- Gemeinsame Normdatei: 128536640
- International Standard Name Identifier: 0000 0001 1442 9455
- Library of Congress Control Number: n80008125
- Nationale Bibliotheek van Letland: 000335585
- MusicBrainz: 611de6e4-9002-4fda-8975-32abcdacd8e7
- Nationale Bibliotheek van Israël: 987007438086005171
- Nederlandse Thesaurus van Auteursnamen: 073827754
- SNAC: w63n3fmw
- Système universitaire de documentation: 111219949
- Virtual International Authority File: 44484870
- WorldCat: E39PBJh4thCMJp3wRT9r9yYMfq